# Аро Шарит
Аро Шарит (фр. Arraute-Charritte) насеље је и општина у југозападној Француској у региону Аквитанија, у департману Атлантски Пиринеји која припада префектури Бајон.
По подацима из 2011. године у општини је живело 381 становника, а густина насељености је износила 16,7 становника/km². Општина се простире на површини од 22,81 km². Налази се на средњој надморској висини од 60 метара (максималној 192 m, а минималној 8 m).

## Демографија
| 1962. | 1968. | 1975. | 1982. | 1990. | 1999. | 2011. |
| ----- | ----- | ----- | ----- | ----- | ----- | ----- |
| 471   | 444   | 418   | 376   | 365   | 322   | 381   |

График промене броја становника у току последњих година